# Hà Trạch tông
Hà Trạch tông (zh. hézé-zōng 荷澤宗, ja. kataku-shū) là một nhánh của Thiền tông Trung Quốc, bắt nguồn từ Thiền sư Hà Trạch Thần Hội, một môn đệ của Lục tổ Huệ Năng. Ngược với giáo lý và quan niệm thiền định của Phật giáo Ấn Độ – được Bồ-đề-đạt-ma truyền sang Trung Quốc và được thừa kế đến Ngũ tổ Hoằng Nhẫn – Thần Hội nhấn mạnh rằng Giác ngộ không thể đạt được qua những phương pháp tu tập thiền định và tiến lên từng cấp bậc. Cách tu tập thiền định chính là thực hiện được trạng thái "Vô tâm", một trạng thái trực tiếp dẫn đến kinh nghiệm Kiến tính, Đốn ngộ. Mặc dù Thần Hội rất có công trong việc xiển dương Nam tông thiền – được xem là một móc ngoặc cực kì quan trọng cho Thiền tông Trung Quốc – tông của sư không được xếp vào Ngũ gia thất tông và tàn lụi chỉ sau vài thế hệ.
Vị Thiền sư nổi danh duy nhất của tông này sau sư Thần Hội là Khuê Phong Tông Mật, nhưng vị này cũng không nổi danh với tính cách một vị Thiền sư mà là vị Tổ thứ năm của Hoa nghiêm tông. Sau khi viên tịch, Thần Hội được phong danh hiệu Chân Tông Đại sư.